# Kaniža (Bebrina)
Kaniža falu Horvátországban, Bród-Szávamente megyében. Közigazgatásilag Bebrinához tartozik.

## Fekvése
Bródtól légvonalban 10, közúton 18 km-re délnyugatra, Pozsegától   légvonalban 29, közúton 46 km-re délkeletre, községközpontjától légvonalban 4, közúton 6 km-re keletre, Szlavónia középső részén, a Szávamenti-síkságon, a Matnik-patak mentén fekszik.

## Története
A település a középkorban még nem létezett. Területe a templomosok borostyáni uradalmához tartozott, melynek birtokközpontja a Završje feletti Borostyán (Briščana na Petnji) kolostora volt. A térség török uralom alól 1691-ben szabadult fel és a település röviddel ezután keletkezhetett Boszniából érkezett katolikus horvátok betelepülésével. Első írásos említésekor az 1698-as kamarai összeírásban „Verguzovczy” néven hajdútelepülésként szerepel a szlavóniai települések között. Az 1730-as egyházi vizitáció jelentésében már Mala Kanižaként 20 házzal és egy fakápolnával találjuk. Ezután a Száva boszniai oldaláról újabb katolikus családok települtek be. 1746-ban 53 házában már 433 katolikus lakos élt. Kápolnáját Szent György tiszteletére szentelték. 1760-ban 79 házában, 105 családban 629 lakosa volt.
 A katonai közigazgatás megszervezése után a bródi határőrezredhez tartozott. 1789-ben megalapították az önálló helyi plébániát. 1840-ben felépítették a Szent György plébániatemplomot.
Az első katonai felmérés térképén „Kanisa” néven található. Lipszky János 1808-ban Budán kiadott repertóriumában „Kanisa” néven szerepel. Nagy Lajos 1829-ben kiadott művében „Kanixa, Kanisa” néven 207 házzal, 1086 katolikus vallású lakossal találjuk. A katonai közigazgatás megszüntetése után 1871-ben Pozsega vármegyéhez csatolták. A 20. század elején a jobb megélhetés reményében Galíciából jelentős számú görög katolikus vallású ruszin lakosság telepedett itt le.

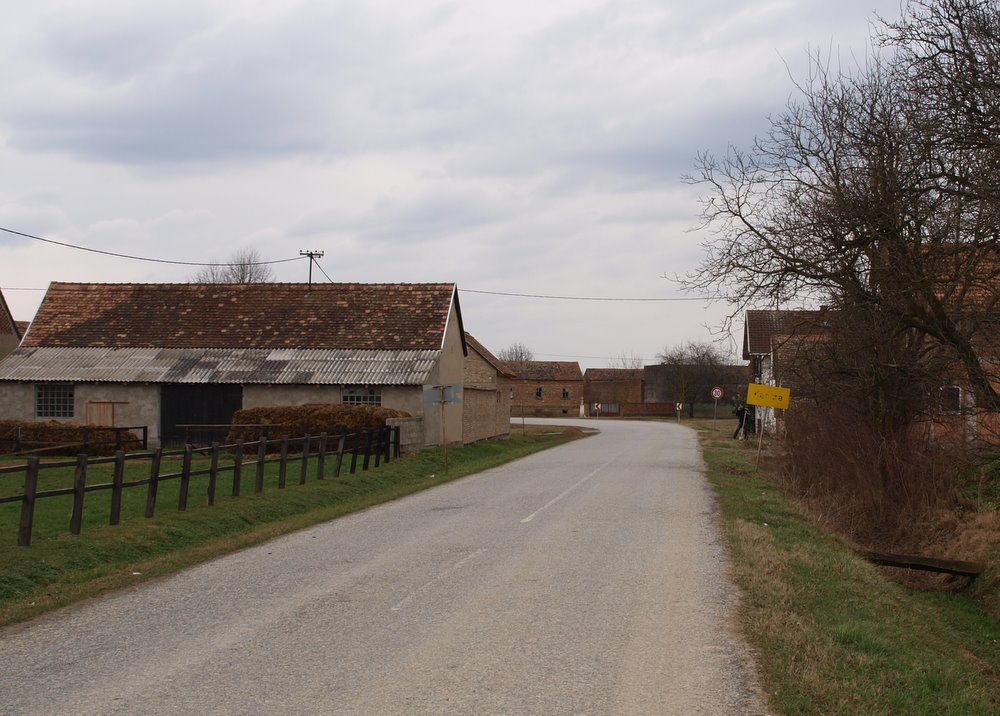
A falu bejárata

A településnek 1857-ben 887, 1910-ben 1206 lakosa volt. Az 1910-es népszámlálás szerint lakosságának 59%-a horvát, 37%-a ruszin anyanyelvű volt. Pozsega vármegye Bródi járásának része volt. Az első világháború után 1918-ban az új szerb-horvát-szlovén állam, majd később (1929-ben) Jugoszlávia része lett. A település 1991-től a független Horvátországhoz tartozik. 1991-ben lakosságának 77%-a horvát, 14%-a ruszin nemzetiségű volt. 2011-ben a településnek 808 lakosa volt.

## Lakossága
| Lakosság változása | Lakosság változása | Lakosság változása | Lakosság változása | Lakosság változása | Lakosság változása | Lakosság változása | Lakosság változása | Lakosság változása | Lakosság változása | Lakosság változása | Lakosság változása | Lakosság változása | Lakosság változása | Lakosság változása | Lakosság változása |
| ------------------ | ------------------ | ------------------ | ------------------ | ------------------ | ------------------ | ------------------ | ------------------ | ------------------ | ------------------ | ------------------ | ------------------ | ------------------ | ------------------ | ------------------ | ------------------ |
| 1857               | 1869               | 1880               | 1890               | 1900               | 1910               | 1921               | 1931               | 1948               | 1953               | 1961               | 1971               | 1981               | 1991               | 2001               | 2011               |
| 887                | 958                | 806                | 905                | 954                | 1.206              | 1.096              | 1.167              | 1.191              | 1.254              | 1.064              | 884                | 755                | 779                | 824                | 808                |

## Gazdaság
A lakosság hagyományosan mezőgazdasággal, állattartással foglalkozik, de sokan járnak dolgozni a közeli Bród városába is.

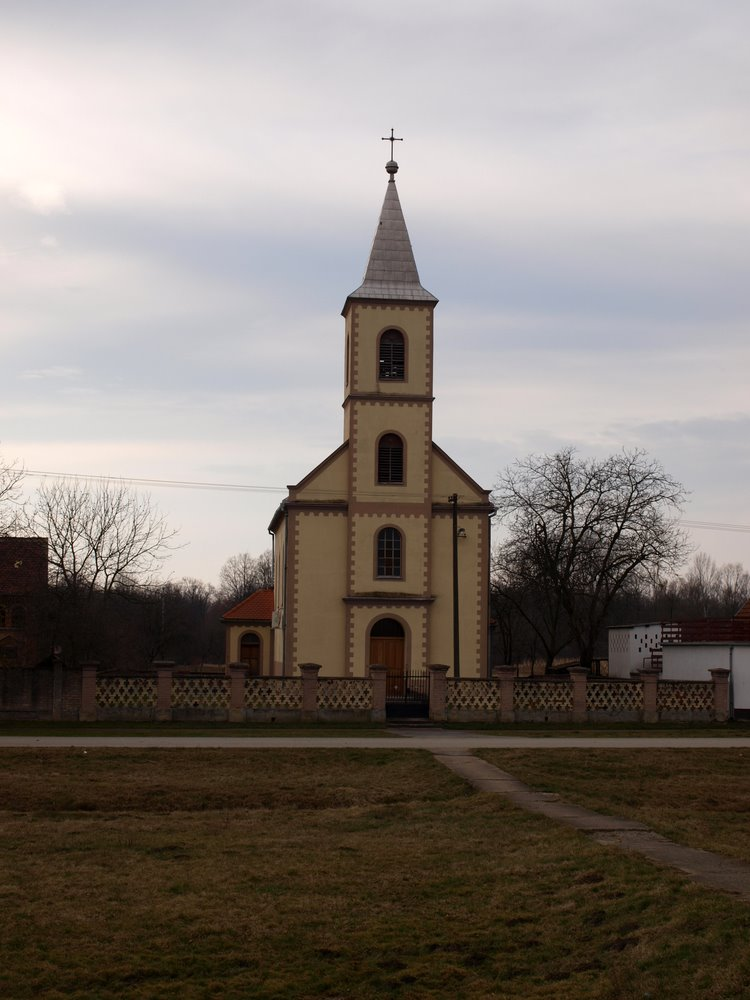
A görögkatolikus templom

## Nevezetességei
- Szent György tiszteletére szentelt római katolikus plébániatemplomát 1840-ben építették barokk-klasszicista stílusban a 18. századi fatemplom helyett. Tornyát 1846-ban építették. A délszláv háború idejében a tornyot és a tetőzetet súlyos károk érték, melyeket utána helyre kellett állítani.
- Görögkatolikus temploma.

## Kultúra
A településen két kulturális egyesület működik: Az UKPD „Taras Ševčenko” egyesület a helyi ruszinok kulturális egyesülete. A helyi horvátok kulturális egyesülete a KUD „Posavac” kulturális és művészeti egyesület.

## Oktatás
A településen ma a bebrinai Antun Matija Reljković elemi iskola alsó tagozatos területi iskolája működik.

## Sport
- Az NK Posavac Kaniža labdarúgóklub a megyei 2. ligában szerepel.
- Az SK Kaniža 2009 asztalitenisz klub a horvát 2. ligában szerepel.

## Egyesületek
DVD Kaniža önkéntes tűzoltó egyesület.